# Da Vinci, el pintamona... lisa
Da Vinci, el pintamona... lisa es una historieta de Mortadelo y Filemón, dibujada y guionizada por el historietista español Francisco Ibáñez. La historieta se publicó el 4 de abril de 2019. 
La historieta se creó con el fin de conmemorar el quinto centenario de la muerte de Leonardo da Vinci

## Trayectoria editorial
La historieta fue publicada por Magos del Humor el 4 de abril del 2019. siendo la número 198 de esa colección, mientras que es la número 212 de la Colección Olé.

## Sinopsis
El Científico de la T.I.A., Bacterio, logra aislar el ADN del artista florentino Leonardo da Vinci, pero Mortadelo, de forma accidental, se toma el líquido elaborado por el científico, el cual contenía dicho ADN. Esto provoca que Mortadelo obtenga la personalidad de Da Vinci y que dedique todo su tiempo a la pintura. Además, usará a la Secretaria Ofelia como modelo para crear a su propia Lisa.